# Инь Хунбо
Инь Хунбо (кит. упр. 尹鸿博, пиньинь Yǐn Hóngbó; 30 октября 1989, Чанчунь, провинция Цзилинь, КНР) — китайский футболист, полузащитник клуба китайской Суперлиги «Хэбэй Чайна Форчун». Является членом национальной сборной Китая по футболу.

## Карьера игрока
Инь Хунбо начал футбольную карьеру в клубе из третьего дивизиона Китая «Гуандун Жичжицюань» в 2007 году. Выступал составной частью команды, которая в сезоне 2008 года вышла в первую лигу. В сезоне 2011 года стал капитаном команды после того, как Ли Чжихай получил травму и пропустил большую часть сезона. В январе 2013 года Инь перешёл в клуб первой лиги «Хэнань Констракшн» на правах свободного агента.
24 января 2017 года Инь перешёл в клуб Суперлиги «Хэбэй Чайна Форчун». Дебютировал за новую команду 11 марта 2017 года в матче против «Чунцин Лифань», который закончился вничью 1—1. Забил первый гол за клуб 8 апреля 2017 года в матче против «Шанхай Шэньхуа», который закончился победой его клуба со счётом 4-2.

## Международная карьера
Инь дебютировал за национальную команду Китая 10 января 2017 года в матче против команды Исландии на международном турнире Кубок Китая 2017, а команда проиграла со счётом 2-0. Забил первый гол и трижды отдал результативные передачи в матче 7 июня 2017 года, а сборная победила команду Филиппин со счётом 8—1.

### Международная статистика
| Китай | Китай | Китай |
| Год   | Матчи | Голы  |
| ----- | ----- | ----- |
| 2017  | 8     | 1     |
| Всего | 8     | 1     |

### Голы за сборную
Счёт и голы сборной Китая показаны первыми.
| №  | Дата        | Место                 | Соперник  | Счёт | Результат | Турнир            |
| -- | ----------- | --------------------- | --------- | ---- | --------- | ----------------- |
| 1. | 7 июня 2017 | Тяньхэ, Гуанчжоу, КНР | Филиппины | 5-1  | 8-1       | Товарищеский матч |

## Достижения
«Хэнань Констракшн»
- Победитель первой лиги: 2013

## Личная жизнь
В 2015 году Инь получил диплом бакалавра в Южно-китайском педагогическом университете.